# Mes sorcières détestées
Mes sorcières détestées (France) ou Homer contre Patty & Selma (Québec) (Homer vs. Patty & Selma) est le 17e épisode de la saison 6 de la série télévisée d'animation Les Simpson.

## Synopsis
Homer Simpson se retrouve ruiné après n'avoir pas vendu à temps ses citrouilles d'Halloween. Il cherche un moyen de se refaire, il demande à Moe, mais ce dernier lui fait peur pour qu'il renonce, il en vient à demander de l'argent aux sœurs de Marge. 
Pendant ce temps, Bart est obligé de faire de la danse classique pour le trimestre car il est arrivé en retard à l'école le jour où il fallait choisir un sport. Il commence les cours en rechignant puis, il finit par apprécier. Mais le jour du spectacle, il met un masque de façon qu'on ne le reconnaisse pas. À la fin du spectacle, les élèves l’applaudissent. Bart se sent alors aimé et enlève son masque, mais il finira par se faire attaquer par les autres quand même. 
En parallèle, Patty et Selma veulent profiter d'Homer et menacent de dire à Marge ce qui se passe s'il refuse de faire leurs 4 volontés. Pour finir Patty, trop tentée, s'arrange pour le faire savoir à Marge.